# Plano (Texas)
Plano (engelsk: [ˈpleɪnoʊ]) er en amerikansk by i staten Texas. I 2000 havde byen et indbyggertal på 222.030.

## Ekstern henvisning
- Planos hjemmeside (engelsk)

33°03′N 96°45′V / 33.05°N 96.75°V